# Ny jydske Kjøbstad-Creditforening
Ny jydske Kjøbstad-Creditforening (senere binavn: Den ny Creditforening af Kjøbstadgrundejere i Nørrejylland) var en dansk kreditforening i Aarhus, der blev grundlagt 25. januar 1871 i Hjørring, men overflyttet til Aarhus i 1878. Foreningen ydede lån i grundejendomme i alle jydske købstæder. I 1972 blev den fusioneret med Østifternes Kreditforening, Grundejernes Hypotekforening og Provinshypotekforeningen for Danmark til den nye Kreditforeningen Danmark, nu Realkredit Danmark.

## Virke
Formålet med de tidlige kreditforeninger var at finansiere moderniseringen af købstadssamfundene gennem udstedelse af realkreditlån i en forening med kollektiv hæftelse. Lånene blev ydet som førsteprioritets pantesikkerhed i fast ejendom og blev udbetalt i obligationer. Før kreditforeningernes dannelse var ejendomsmarkedet finansieret gennem private lån og pantebreve, dog var der en mindre kreditkasse i København fra 1797. Kreditforeningerne udsprang ligesom den øvrige foreningsdannelse af Grundlovens foreningsfrihed 

## Arkitektur

### Grønnegade 71
Først havde Ny jydske Kjøbstad-Creditforenings til huse på første sal i en ejendom på Immervad hos boghandler Thrue. I årene fra 1880 til 1885 holdt foreningen til på førstesalen i købmand Hans Broges nyopførte ejendom i Mindegade. Foreningens vækst skabte dog hurtigt pladsproblemer, ikke mindst fordi de mange panteprotokoller skulle opbevares i brandsikre omgivelser. 
Ny jydske Kjøbstad-Creditforenings første egentlige domicil blev påbegyndt opført i 1884 i Grønnegade 71/Nørre Allé 57 i Aarhus og blev taget i brug i 1885. Bygningen er opført i røde mursten med dekorationer i cementstuk. Taget er tækket med skifer. Det er et af de allerførste eksempler på et finansdomicil i palazzo-stil (nyrenæssance) i Aarhus, og det er samtidigt den ældste stadig eksisterende ejendom opført af en finansinstitution i byen. Arkitekten fremgår ikke af byggesagen, men kan formodentligt identificeres fra kreditforeningens bevarede arkiv på Erhvervsarkivet. 
Kreditforeningen har tilsyneladende ikke haft midler til selv at opføre ejendomme, for den aftalte med købmand Hans Broge, at han lod bygningen opføre efter foreningens tegning og overdrog den til foreningen, når den stod færdig og i øvrigt blev fundet tilfredsstillende. Prisen skulle svare til omkostningerne. Det skulle være en to-etages bygning. Foreningen fik hele stueetagen, og forretningsføreren flyttede ind på førstesalen. Der var centralvarme fra kælderen. 
Det oprindelige hovedsæde i Grønnegade 71 blev i 1912 overtaget af købmand J. Abildgaard Stabell. Bygningen har siden rummet detailhandel, og dele af stueetagens kvaderpuds er forsvundet. Partiet og portalen i Grønnegade 71, der er kronet af en buste af handelsguden Merkur og teksten "MERKUR" er dog bevaret. Bygningens markante skorstene og ventilationskanaler er bevaret.
I foråret 2014 kom det frem, at Aarhus Kommune ville give nedrivningstilladelse til bygningen, hvilket medførte en debat, hvor Enhedslisten foreslog, at de historiske bygninger i Midtbyen fremover skulle sikres ved en bevarende lokalplan. Der indkom otte klager mod beslutningen fra naboer og boligforeninger. Stadsarkivar Søren Bitsch Christensen frarådede nedrivning af den historiske bygning og så beslutningen som et udslag af manglende værdsættelse af 1800-tallets arkitektur i Aarhus. Byrådets rådgivende udvalg, Lokalt Kulturmiljøråd ledet af arkitekt Lars Juel Thiis, har udtalt, at bygningen - med bevaringsværdi 5 efter SAVE-systemet - i 1996 blev vurderet med for lav bevaringsværdi (kun graderne 1-4 er bevaringsværdige), og at beslutningen bør gøres om. SAVE-registreringen fra 1996 blev (som det var gængs) foretaget af en gruppe bestående af både fagfolk og lægmand.
Den 11. juni 2014 vedtog et flertal i Aarhus Byråd (Socialdemokraterne, Radikale Venstre, Det Konservative Folkeparti, SF - Socialistisk Folkeparti, Liberal Alliance og Venstre) at tillade nedrivning af Grønnegade 71 og opførelse af nyt byggeri. Et mindretal bestående af Enhedslisten og Dansk Folkeparti stemte imod beslutningen.

### Åboulevarden 69
1911-12 fik kreditforeningen et stort nyt hovedsæde på Åboulevarden 69 tegnet af Eggert Achen og Thorkel Møller. I 1969-70 stod arkitekt Niels Christian Skjøth for en væsentlig ombygning af huset, hvor bl.a. vinduerne mod øst blev ændret. I 1984 opførte arkitektfirmaet Kjær & Richter en tilbygning til hovedsædet, der siden fusionen i 1972 har huset Kreditforeningen Danmark, og som i dag også huser Danske Bank og Danica Pension.

## Ledelse
Repræsentantskabet bestod i 1899 af 30 medlemmer og direktionen af 3 medlemmer.
Denne liste er ufuldstændig; hjælp gerne med at udfylde den.

### Direktion
- 1883-1902 J.V. Esmann, adm. direktør, kammerråd
  - Paul Petersen, direktør, driftsbestyrer
  - H. Nielsen, direktør, kancelliråd
- 1935-1955 Ove Hjelm, adm. direktør, cand. jur.
  - 1946-1968 Ejnar Poulsen, bygningskyndig direktør, arkitekt
- 1955-1960 Otto Larsen, adm. direktør, landsretssagfører (direktør fra 1941)
- 1967-1972 Svend Dal, adm. direktør (direktør fra 1960, fortsat i Kreditforeningen Danmark)

### Formænd for repræsentantskabet
- 1887-1900 Frederik Vestergaard, borgmester
- 1939-1941 Otto Larsen, landsretssagfører (medlem 1929-41, næstformand 1937-39)

Nogle kendte medlemmer af repræsentantskabet:
- 1936-1946 Einar Packness, arkitekt